# NGC 4627
NGC 4627 ist die Bezeichnung für eine elliptische Zwerggalaxie vom Hubble-Typ dE im Sternbild Jagdhunde. NGC 4627 ist eine Begleitgalaxie der Walgalaxie (NGC 4631) und liegt etwa 2,6' nordwestlich von deren Zentrum; die beiden Galaxien sind zusammen im Arp-Katalog als Arp 281 verzeichnet. Halton Arp gliederte seinen Katalog ungewöhnlicher Galaxien nach rein morphologischen Kriterien in Gruppen. Dieses Galaxienpaar gehört zu der Klasse Doppelgalaxien mit Einströmung und Anziehung.

NGC 4627 wurde am 20. März 1787 vom deutsch-britischen Astronomen Wilhelm Herschel entdeckt.

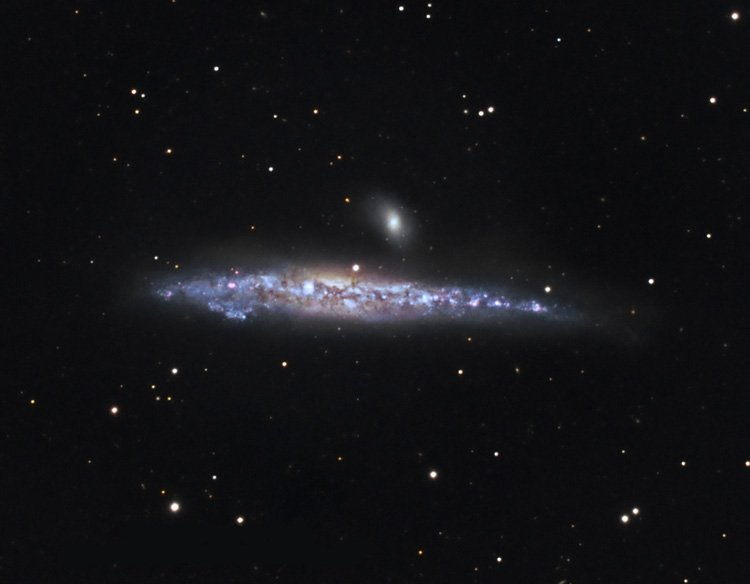
Amateurastronomische Aufnahme der Walgalaxie (NGC 4631) zusammen mit NGC 4627 (heller Fleck oberhalb der Bildmitte)